# Michael Joseph O’Farrell

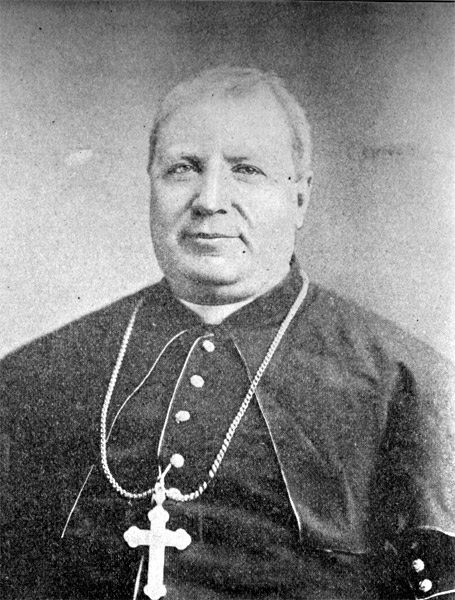
Bischof Michael Joseph O’Farrell

Michael Joseph O’Farrell (* 2. Dezember 1832 in Limerick, Irland; † 2. April 1894 in Jacksonville, Florida, USA) war Bischof von Trenton.

## Leben
Michael Joseph O’Farrell studierte Philosophie am All Hallows College in Dublin und Katholische Theologie am Priesterseminar St. Sulpice in Paris. Er empfing am 18. August 1855 das Sakrament der Priesterweihe für das Erzbistum New York.
O’Farrell wurde Kurat an der St. Peter’s Church in New York City. 1872 wurde er Pfarrer der Pfarrei St. Mary in Rondout. Michael Joseph O’Farrell wurde 1893 Pfarrer der Pfarrei St. Peter in New York City.
Am 2. August 1881 ernannte ihn Papst Leo XIII. zum Bischof von Trenton. Der Erzbischof von New York, John Kardinal McCloskey, spendete ihm am 1. November desselben Jahres die Bischofsweihe; Mitkonsekratoren waren der Koadjutorerzbischof von New York, Michael Augustine Corrigan, und der Bischof von Brooklyn, John Loughlin.